# BAND4BAND
BAND4BAND是英国饒舌歌手Central Cee与美国饒舌歌手利尔·贝比合作演唱的歌曲。单曲于2024年5月23日在YouTube上独家发行，并于5月24日通过唱片公司CC4L和哥倫比亞唱片添加到数字流媒体平台上。由Geenaro、Ghana Beats和Aasis Beats制作。